# 트로파료보역
트로파료보역(러시아어: Тропарёво)은 모스크바 지하철 소콜니체스카야 선의 역이다. 2014년 12월 8일에 개통하여 2016년 1월 18일까지 본 노선의 시종점 역할을 하였다. 2014년까지의 종착역이었던 유고 자파드나야 다음역이다.

## 역사
트로파료보 역은 2014년 12월 8일 개장했다.

## 역명
트로파료보 역은 트로파료보 마이크로 구역의 지명을 따서 지어졌고, 이 구역은 모스크바의 확장 이전에 이곳에 위치했던 마을로부터 그 이름을 이어받았다.

## 위치
트로파료보 역은 모스크바 남서부에 위치하며, 레닌스키 애비뉴와 루즈스카야 거리의 교차점, 티오플리 스탠과 트로파료보 니쿨리노 구 사이 경계선에 위치한다.

## 사진

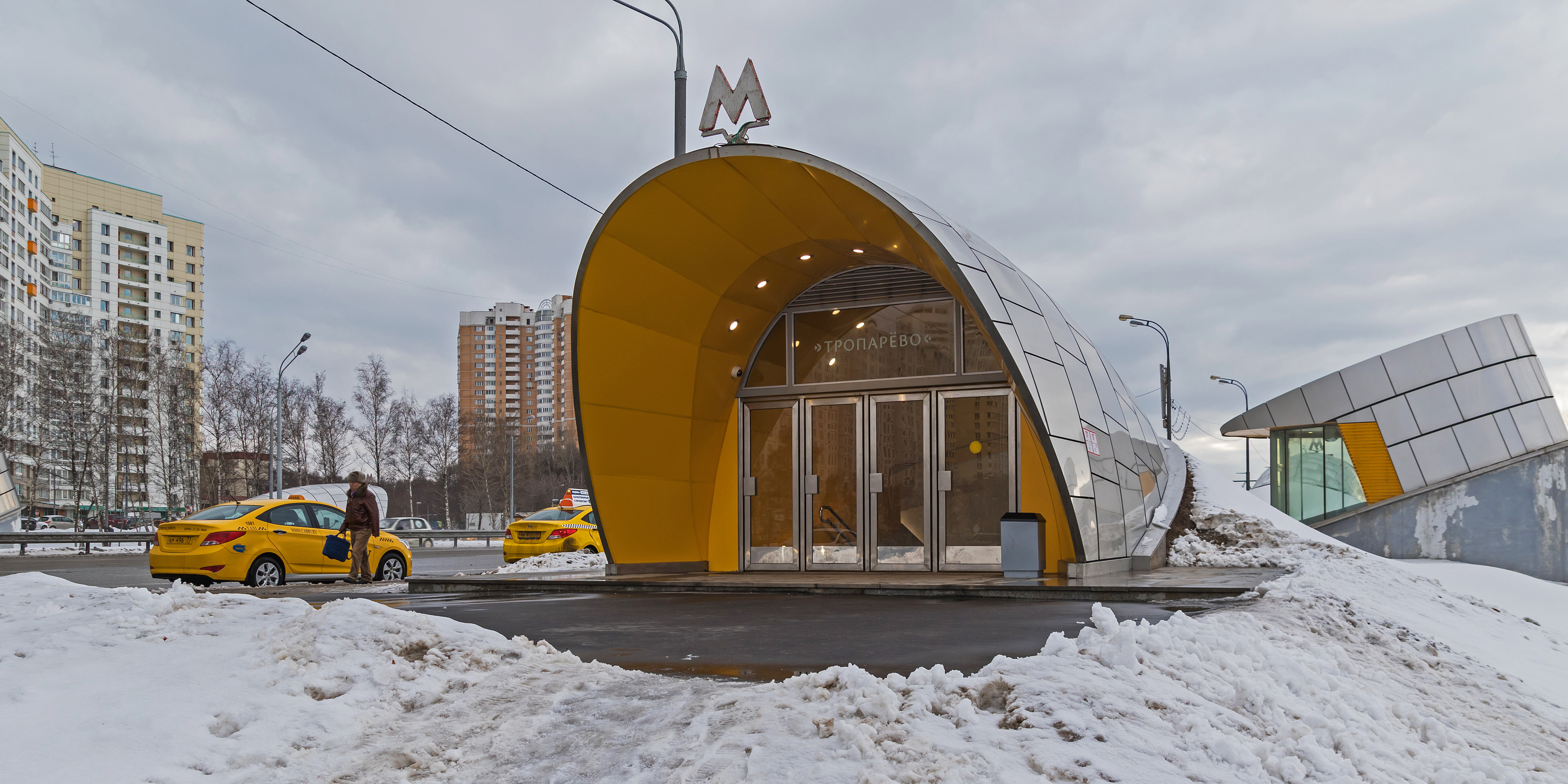
2번 출입구
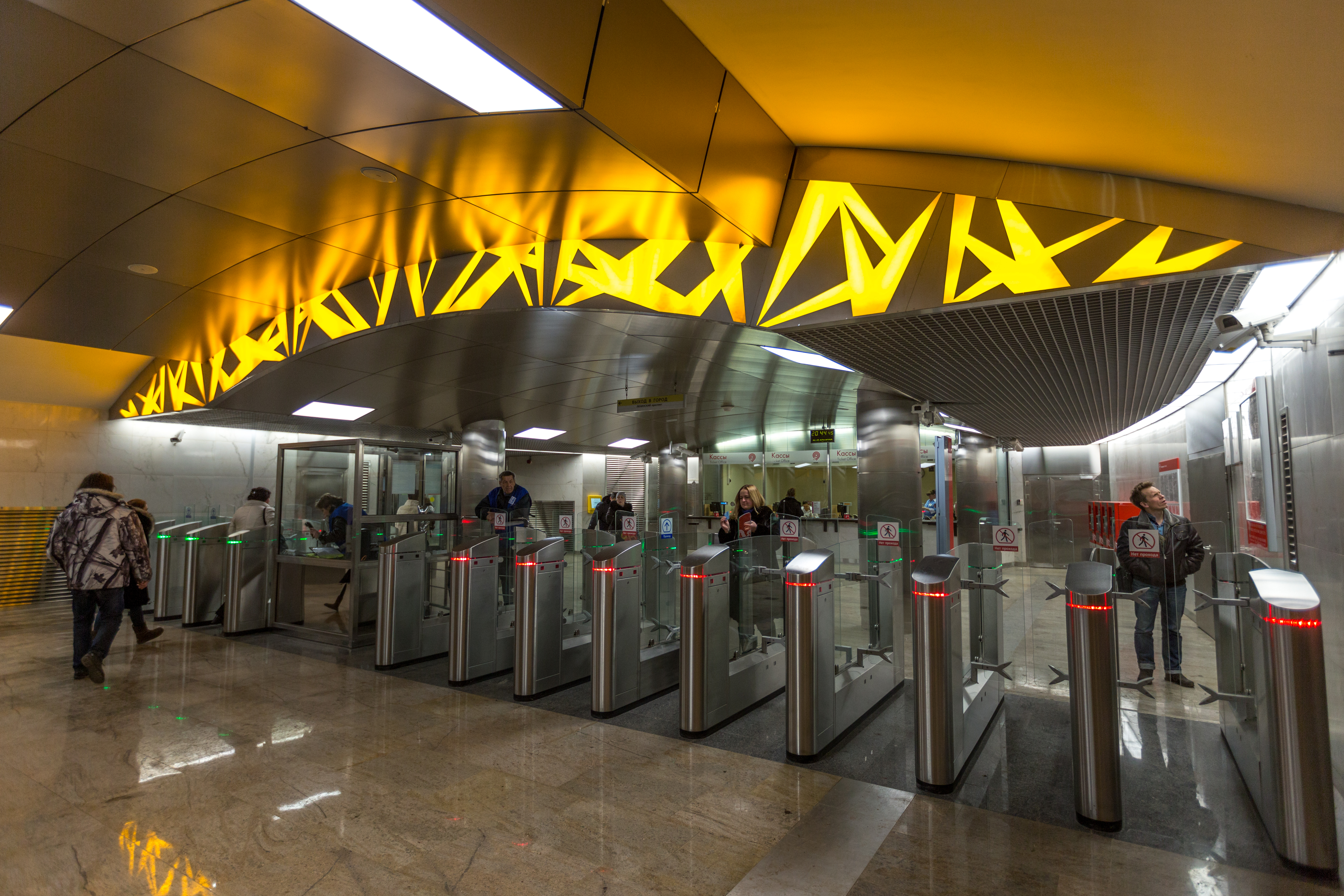
게이트
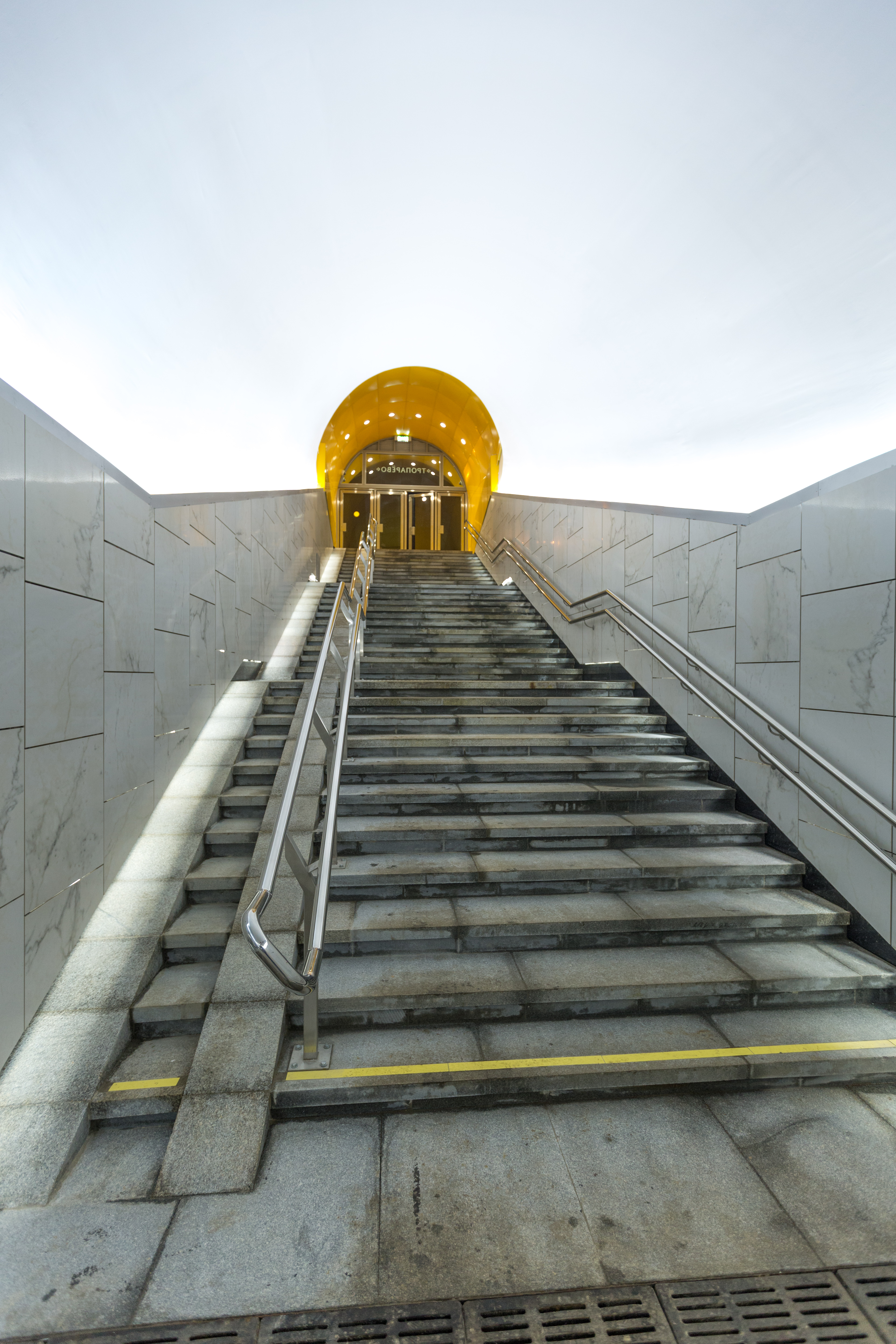
계단
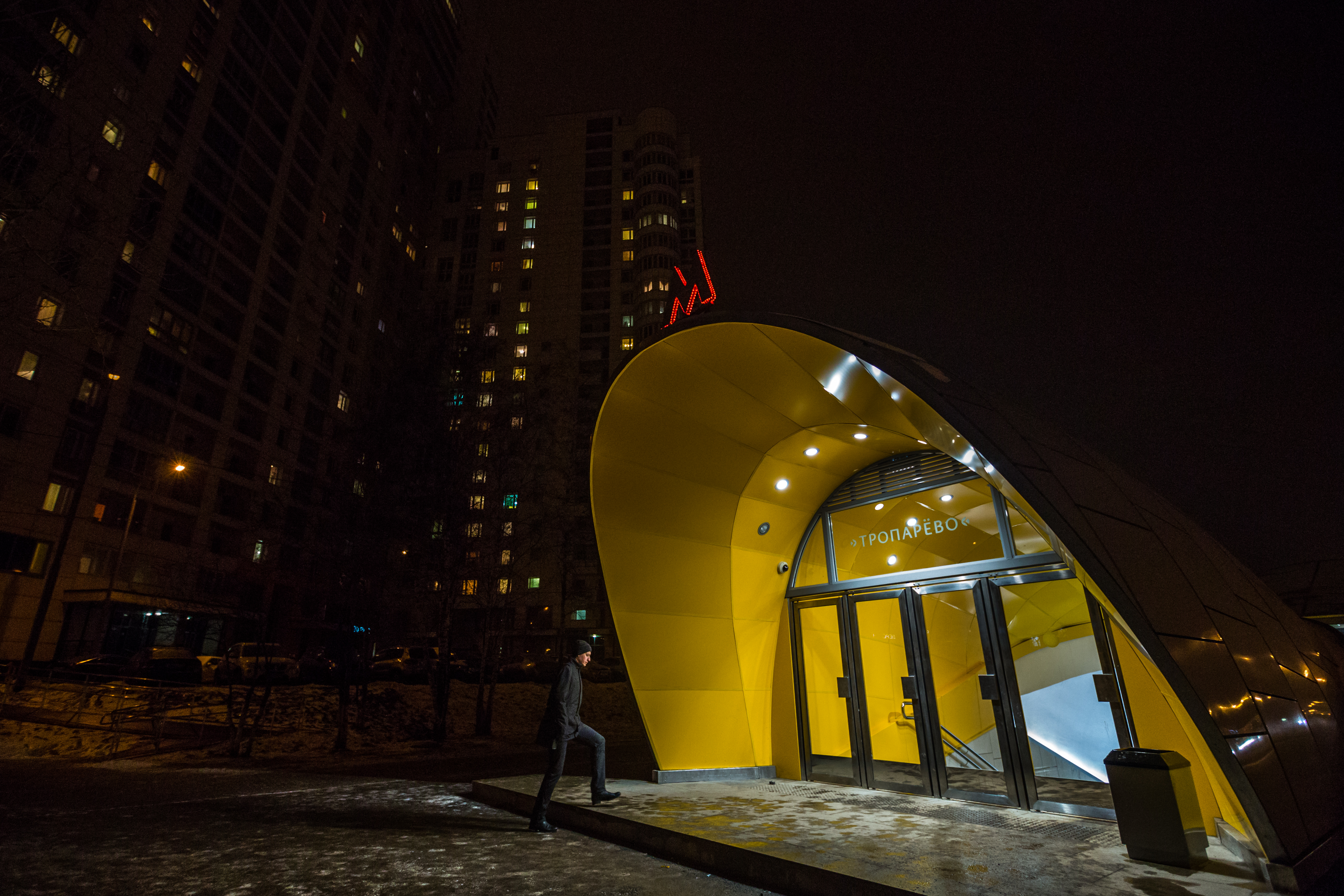
출입구 야경